# ロシノオストロフスカヤ駅
ロシノオストロフスカヤ駅（ロシノオストロフスカヤえき、ロシア語：Станция Лосиноостровская）は、ロシア連邦モスクワ北東区にある、ロシア鉄道の駅。ヤロスラヴリ近郊鉄道（シベリア鉄道本線）上の駅で、エレクトリーチカ（近郊列車）やРЭКСエクスプレスが停車する。
かつてはベスクドニコヴォ方面への路線が当駅から分岐していたが、1966年に旅客営業が終了し、1987年に路線自体が廃止されその後解体された。

## 沿革
- 1902年 - 開業[1]。
- 1941年12月30日 - 駅周辺で爆発事故が発生、396人が死亡。犠牲者はモスクワ市内のラエフスコエ墓地（ロシア語版）に埋葬された[2]。
- 1966年 - ベスクドニコヴォ支線（ロシア語版）列車の旅客営業を終了。
- 1987年 - ベスクドニコヴォ支線を廃止・解体。

## 駅構造
島式ホーム2面4線(3番線・2番線・4番線)を単式ホーム1面（1番線）と単式ホーム1面1線（5番線）で挟む、合計4面5線を有する地上駅。駅舎は単式ホーム（1番線）に接しており、1番線以外の各ホームへはホーム南端にある跨線橋で連絡している。また、切符売り場が設置されている。
ベスクドニコヴォ支線が旅客営業をしていた時代は今のプラットホームとは別にホーム設けられており跨線橋で結ばれていたが、路線廃止後にホームが解体されており現存しない。

## ロシノオストロフスカヤ操車場

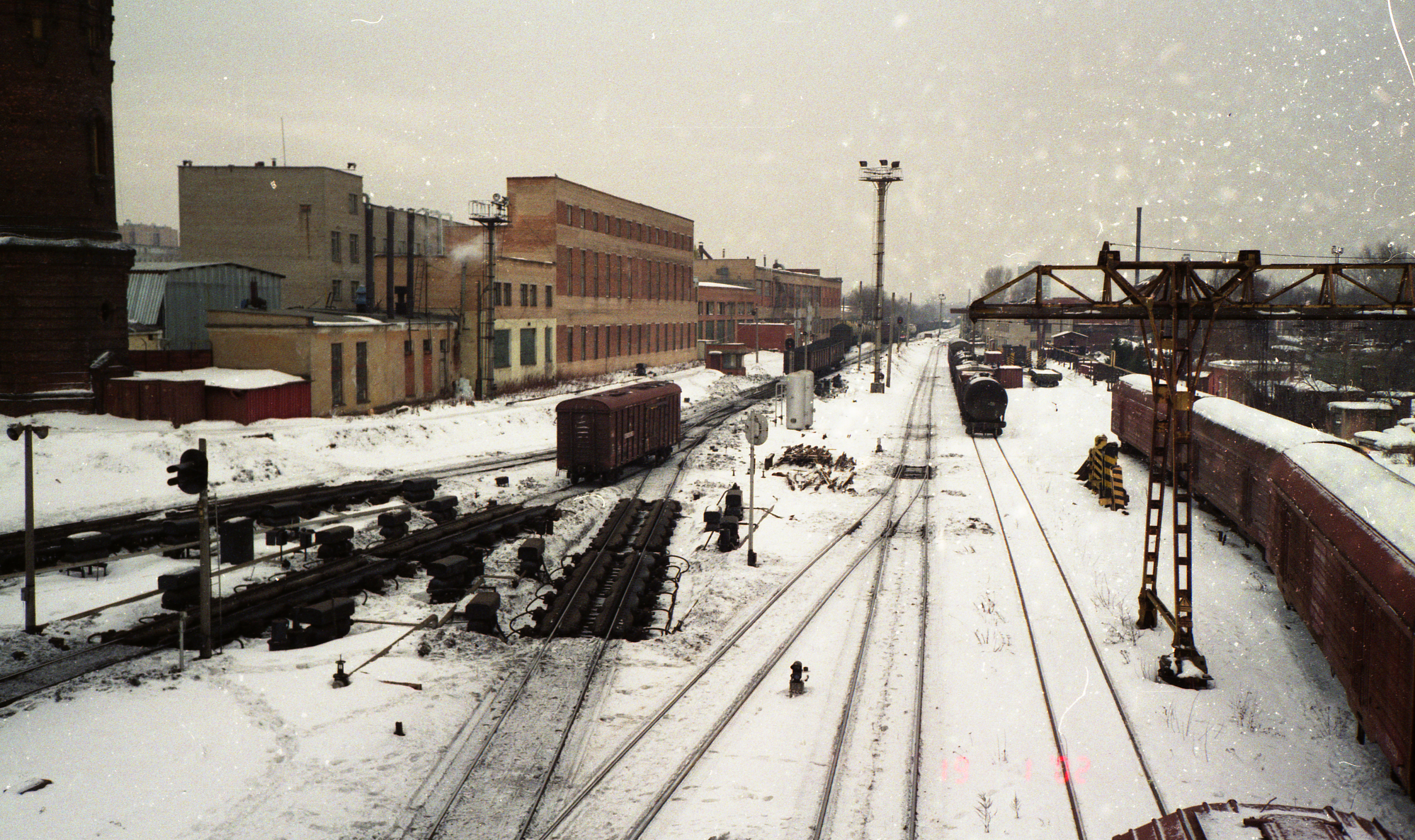
ロシノオストロフスカヤ操車場

当駅構内にはロシノオストロフスカヤ操車場があり、郵便、小荷物、コンテナなどの積み下ろしも行うため、多くの待避線が用意されている。

## 人員
2019年3月現在、当駅に配置されている鉄道職員は152名である。駅長はディアギレフ・ドミトリー・アレクサンドロヴィッチ。

## 駅周辺

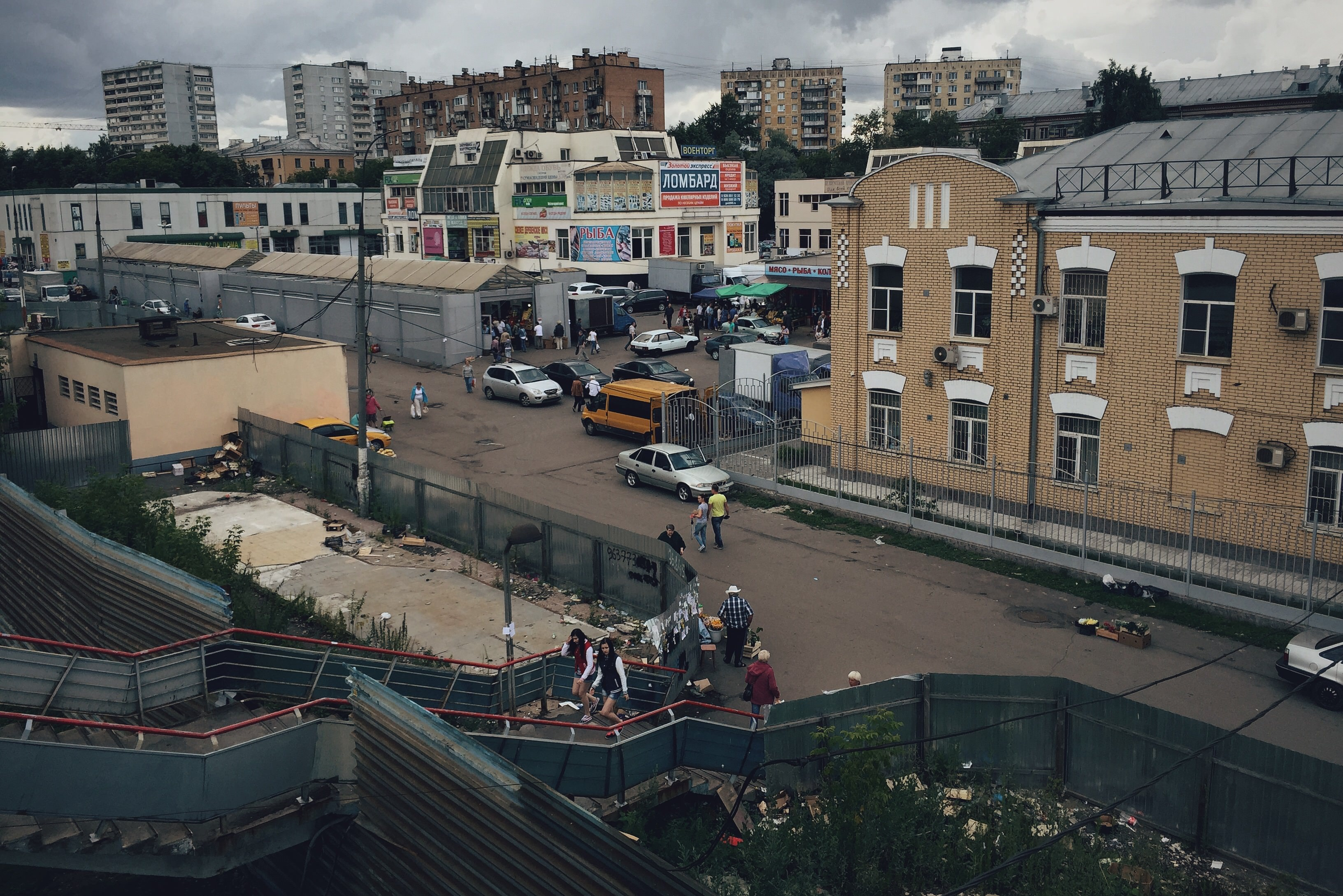
駅周辺の街並み

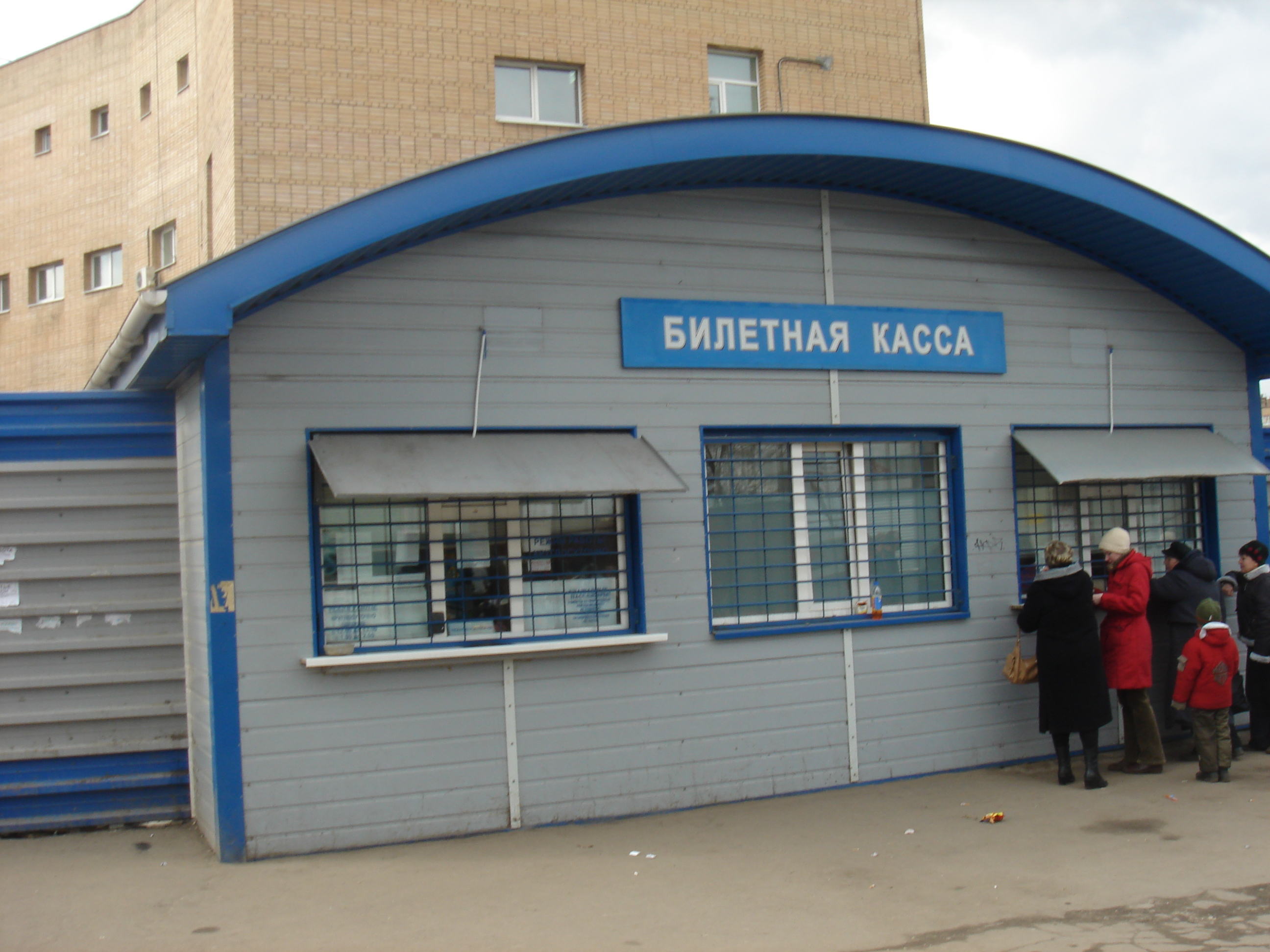
切符売り場

- アナーディルスキー路地（ロシア語版）
- ヒビンスキー路地（ロシア語版）
- メンジンスコヴォ通り（ロシア語版）
- ルドネヴォイ通り（ロシア語版）
- コミンテルナ通り（ロシア語版）
- ドゥディンカ通り（ロシア語版）
- イストリコ＝エトノグラフィチェスキー・チアトル - 劇場
- バビシュキンスキー公園（ロシア語版）

## バス路線
駅周辺から以下のバスに乗り換えができる。
- バス（ロシア語版）：124, 183, 238, 238к, 601, 880, 928

## 隣の駅
ロシア鉄道
ヤロスラヴリ近郊鉄道
РЭКСエクスプレス
ロストキノ駅 - ロシノオストロフスカヤ駅 - ムィティシ駅
エレクトリーチカ（各駅停車）
ロストキノ駅 - ロシノオストロフスカヤ駅 - ロシ駅